# Manfred von Ardenne
Pour les articles homonymes, voir Ardennes.
Le baron Manfred von Ardenne (né le 20 janvier 1907 à Hambourg, mort le 26 mai 1997 à Dresde dans le quartier de Weißer Hirsch) est un physicien allemand. Ses recherches concernent principalement la physique appliquée : il est détenteur de plus de 600 inventions et brevets dans des domaines aussi variés que la radioélectricité, la microscopie électronique, la physique nucléaire, la physique des plasmas et le génie biomédical.

## Biographie

### Jeune inventeur

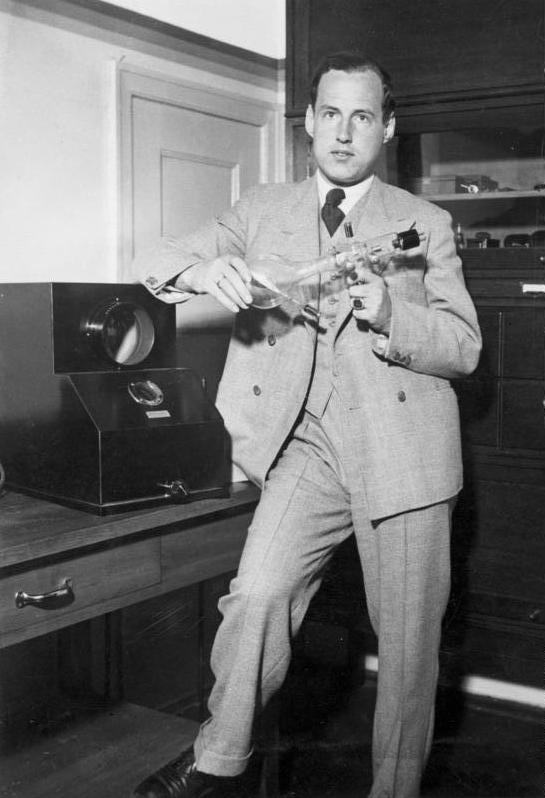
Manfred von Ardenne âgé de 26 ans (1933).

Manfred von Ardenne est le fils du baron Egmont von Ardenne, conseiller d'État, et de sa femme Adela. Sa grand-mère, Élisabeth von Plotho, a inspiré à l'écrivain Theodor Fontane l'héroïne de son roman Effi Briest. Avec l'affectation de son père au Ministère de la Guerre en 1913, la famille déménage à Berlin dans le quartier résidentiel de Lichterfelde, au milieu d'autres aristocrates et de familles de généraux prussiens. Jusqu'en 1919, Manfred et ses frères reçoivent leur éducation élémentaire à la maison ; ensuite Manfred passa trois ans dans un lycée professionnel de Berlin.
Écolier (1922), Manfred von Ardenne s'intéresse aux sciences naturelles, en particulier à l'électricité. Il fabrique lui-même un appareil photo rudimentaire et une sonnerie électrique, s'intéresse à la TSF et à 16 ans dépose son premier brevet, une « méthode de réglage du son, destinée en particulier à la télégraphie sans fil ».
Manfred quitte le lycée en 1923 pour pouvoir se consacrer à plein temps à la radiophonie. Siegmund Loewe, fondateur des usines Loewe-Opta, finance ses travaux. Avec ses honoraires et le produit de la vente de ses brevets, von Ardenne améliore en 1925 l'amplificateur à bande large (amplificateur à résistance couplée), qui doit jouer un rôle décisif dans le développement de la télévision et du radar. Il ne peut breveter cette amélioration par suite d'un droit d'antériorité qui lui est opposé. La même année, grâce à la recommandation de ses proches, il peut s'inscrire à l'Université Humboldt de Berlin sans avoir passé l'Abitur, et étudie la physique, la chimie et les mathématiques. Il interrompt de nouveau ses études au bout d'un an et demi et consacre ses efforts à de nouvelles applications de la physique.

### Les débuts de l'électronique
En 1928, Manfred von Ardenne, devenu majeur, fonde un laboratoire de recherches en physique électronique à Berlin-Lichterfelde, dont il doit assurer la direction jusqu'en 1945. À cette époque, von Ardenne partage son temps entre le développement d'un téléviseur fondé sur le principe du codage par balayage en lignes et la réception et le décodage avec un tube cathodique ; l’invention du microscope électronique à balayage ; et le développement de la technique du radar, tout en explorant les possibilités de la physique nucléaire de l'époque.
Le 14 décembre 1930, Manfred von Ardenne, dans son laboratoire de Lichterfelde, parvient le premier à capter et décoder un signal vidéo hertzien à l'aide d'un tube cathodique. Lors du Congrès International de la Radio de 1931 à Berlin, il fait la démonstration de la première expérience de télévision, un événement qui fait la une du New York Times. Les multiples inventions du milieu du XXe siècle en radioélectricité et en microscopie électronique sont toutes, d'une manière ou d'une autre, tributaires des découvertes effectuées en ces années 1930 au centre de recherches de Lichterfelde.
La part prise par l'Institut Manfred von Ardenne dans les recherches financées par le Ministère nazi des postes et télécommunications de Wilhelm Ohnesorge reste mal éclaircie. Il a contribué au développement d'un séparateur électromagnétique (une forme primitive de spectromètre de masse) destiné à enrichir l'uranium et dont un prototype a sans doute été fabriqué en 1943 au centre de lancement de la Luftwaffe de Bad Saarow. Le développement d’un purificateur de lithium (en 1945) reste lui aussi une énigme ; il alimente en tous cas la controverse sur la bombe thermonucléaire nazie, dont l'isotope 6Li constitue un ingrédient essentiel.
Von Ardenne travaille brièvement en collaboration avec Fritz Houtermans en 1941. Houtermans publie à cette époque un rapport de recherche sur « la question de la désintégration nucléaire par une réaction en chaîne » (Zur Frage der Auslösung von Kern-Kettenreaktionen, août 1941). Ce travail de recherche mentionne explicitement l'obtention de plutonium et ses avantages sur l’uranium 235 en tant que matière fissile. Encore en 1987, von Ardenne évoquait cette collaboration et citait des noms à l'appui de la thèse selon laquelle les recherches de 1941 auraient été une œuvre collective. Son argument est qu’après la guerre, personne en dehors du cercle des physiciens allemands ne veut se souvenir de ce rapport.

### Le programme nucléaire soviétique
De 1945 à 1954, von Ardenne est contraint, avec nombre d'ingénieurs et de physiciens allemands, à participer au développement de la bombe atomique russe. Son laboratoire de Lichterfelde est transplanté pièce par pièce à Soukhoumi en Abkhazie, où la NKVD avait créé le 27 juillet 1945 un Institut de physique mathématique. Là, von Ardenne met au point un séparateur isotopique magnétique et obtient une double source d'ions primaires à duoplasmatron. En reconnaissance de sa collaboration efficace, il reçoit le prix Staline en 1953.

### Professeur en RDA
Autorisé à quitter l’Union soviétique, von Ardenne recrée un institut portant son nom à Dresde, en République démocratique allemande (RDA), dans le faubourg de Weißer Hirsch où les autorités, qui lui ont confisqué sa maison, la lui restituent à cette occasion. Ce laboratoire devient le plus grand centre de recherche privé du bloc de l'Est, avec près de 500 employés. À partir de 1965, le directeur exécutif du laboratoire est le professeur Siegfried Schiller.
Von Ardenne est professeur d'électronique appliquée au génie nucléaire à l’Université technologique de Dresde. Il est par deux fois récipiendaire du Prix national de la République démocratique allemande. Il a déposé au cours de sa carrière exactement 600 brevets.

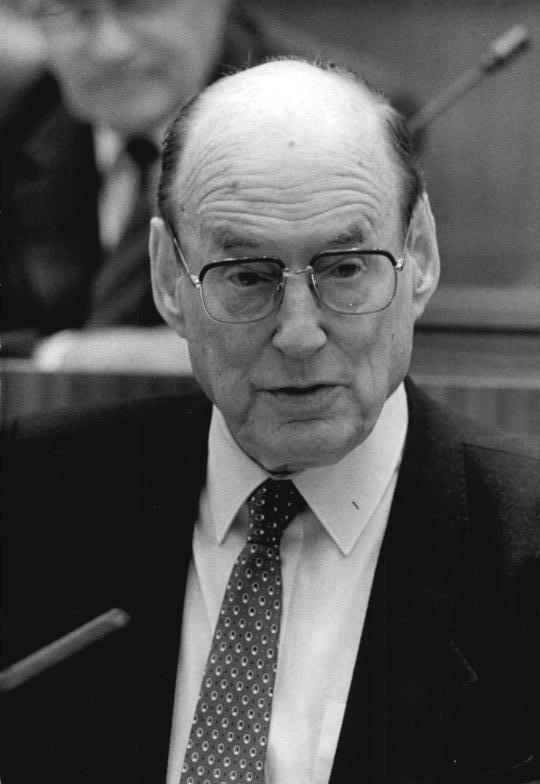
Manfred von Ardenne lors d'une session de la Chambre du peuple de RDA en 1986.

Dans le domaine de la médecine, von Ardenne propose deux thérapies nouvelles. L’oxygénothérapie fractionnée, une technique controversée, est censée améliorer le bien-être et la vitalité du patient ; mais il est vrai que la déficience en oxygène continue d'être considérée comme une des causes possibles de la maladie d'Alzheimer. La thérapie dite « systémique fractionnée » consiste, elle, à soigner le cancer et la formation de  métastases par association de séances d'hyperthermie avec la chimiothérapie selon un programme précis. Von Ardenne a le premier à proposer d'utiliser l'hyperthermie pour soigner les cancers et comme ce protocole est particulièrement éprouvant pour les patients, il suggère de les soulager grâce à son « oxygénothérapie ».
Von Ardenne est membre, entre autres, de l’Académie internationale d'astronautique de Paris et député à la Chambre du peuple de RDA. En 1972, il s'oppose à la nationalisation de son institut de Dresde. Lors de la session du 13 novembre 1989 du Parlement, il présente les fondements de l'économie socialiste de marché, fondée sur une analyse systémique et qui suppose une décentralisation de l'économie.

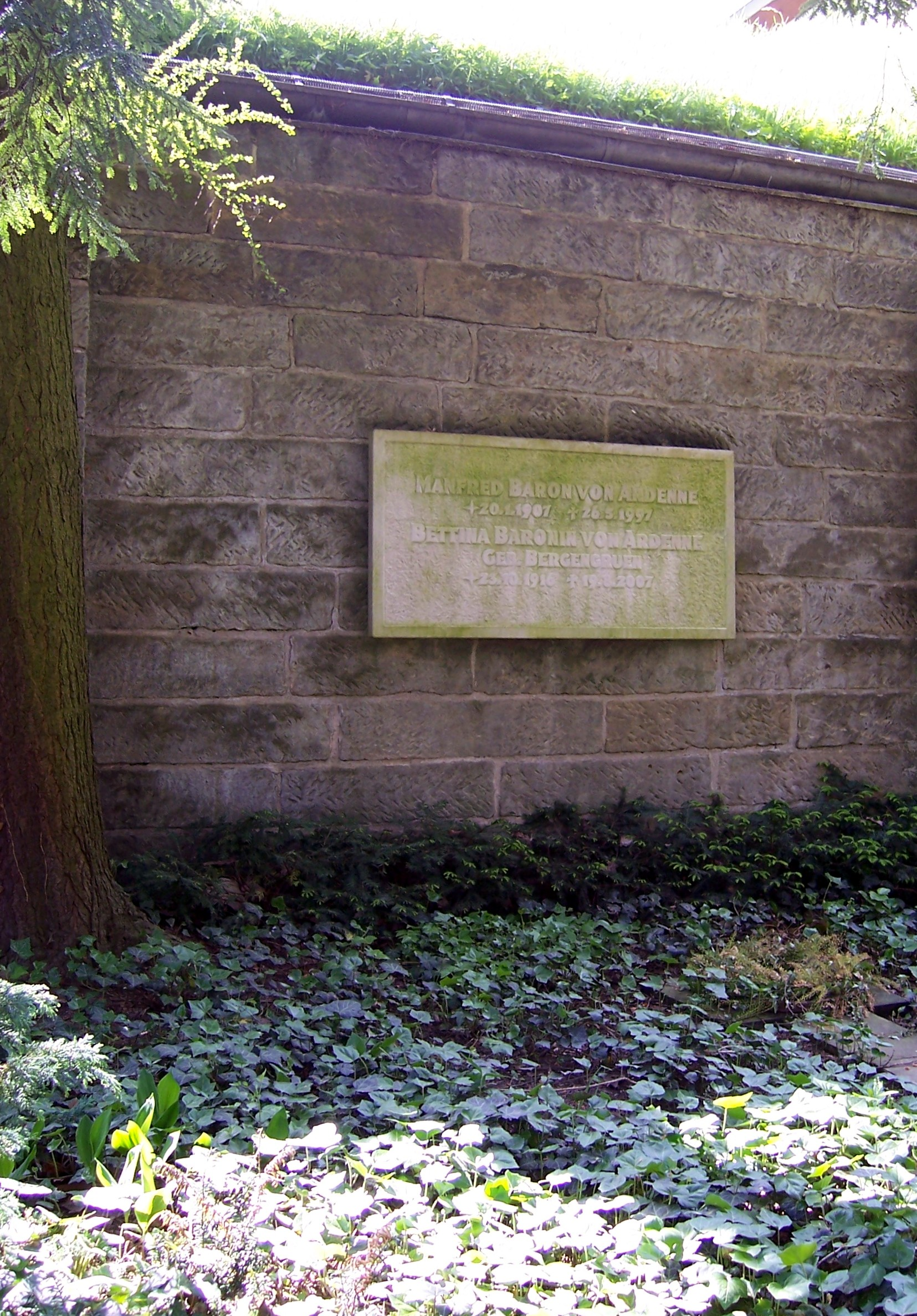
Épitaphe de Manfred von Ardennes au cimetière Waldfriedhof dans le faubourg de Weißer Hirsch à Dresde.

Von Ardenne est l'auteur de plusieurs monographies consacrées aux sciences physiques : Tabellen zur angewandten Physik, (Deutscher Verlag der Wissenschaften, 1964), L’oxygénothérapie fractionnée etc.
Le 26 septembre 1989, après le jumelage de villes Dresde et Hambourg (1987), Manfred von Ardenne a été fait citoyen d'honneur de la ville de Dresde.
Il épouse Bettina Bergengrün en 1938. Manfred von Ardenne meurt en 1997 à Dresde. Sa tombe se trouve au cimetière de Weißer Hirsch, du nom d'un quartier de Dresde.

## Publications
- (de) Atomenergie in Technik und Industrie. Über die Ausnutzung der Atomenergie in unserer Technik und Industrie, Herausgeber: FDGB, Bundesvorstand, Abt. Organisation und Kader, Tribüne Verlag und Druckereien des FDGB Berlin Treptow, Berlin (Ost) 1956, Direktbezugs-, Buchhandels-Preis 0,30 DM, EVP, (516) Ag 219/56/DDR - P 4795 - 1364 - 150 - 12.56
- (de) Ein glückliches Leben für Technik und Forschung. Autobiographie, Verlag der Nation, Berlin 1972. Neuausgabe unter dem Titel Sechzig Jahre für Forschung und Fortschritt. Verlag der Nation, Berlin 1987.
- (en) Oxygen Multistep Therapy. Physiological and Technical Foundations, Stuttgart  - New York, Thieme, 1990, 402 p. (ISBN 3-13-743501-3, 9783137435013 et 9780865773776, lire en ligne)
- (de) Erinnerungen, fortgeschrieben. Autobiographie (Fortsetzung), Droste 1997,  (ISBN 3-7700-1088-4).
- (de) avec Gerhard Musiol et Uwe Klemradt, Effekte der Physik und ihre Anwendungen, Harri Deutsch, 2005 (ISBN 3-8171-1682-9 et 978-3-8171-1682-9, OCLC 76544395)